# Бараново (Косинский район)
Бараново — упразднённая деревня в Косинском районе Пермского края. Входила в состав Косинского сельского поселения. Располагается севернее районного центра, села Коса. Упразднена в 2023 году.

## География
Расстояние до районного центра составляет 28 км.

## История
До Октябрьской революции населённый пункт Бараново входил в состав Гаинской волости, а в 1927 году — в состав Панинского сельсовета.

## Население
| 2010 |
| ---- |
| 5    |

По данным переписи населения 1926 года, в деревне насчитывалось 9 хозяйств, проживало 40 человек (23 мужчины и 17 женщин). Преобладающая национальность — коми-пермяки.
По данным на 1 июля 1963 года, в деревне проживало 64 человека. Населённый пункт входил в состав Порошевского сельсовета. По данным Всероссийской переписи населения 2010 года, в деревне проживало 5 человек (3 мужчины и 2 женщины).